# Аналгезия
Аналгезията е медицински термин за генетично заболяване, причиняващо загуба на усещане за болка, което е резултат от прекъсване на пътя на нервната система между сетивния орган унищожаване на (хромозомите) и мозъка. Различни форми на усещане (напр. докосване, температура и болка), стимулиращи областта на кожата, пътуват до гръбначния мозък по различни нервни влакна в един и същ нервен сноп. Следователно всяко нараняване или заболяване, засягащо нерва, би премахнало всички форми на усещане в областта, доставяна от него. Когато сензорните нерви достигнат гръбначния мозък обаче, техните влакна се отделят и следват различни курсове към мозъка. По този начин е възможно някои форми на усещане да бъдат загубени, докато други са запазени, при заболявания, които засягат само определени области на гръбначния мозък. Тъй като усещанията за болка и температура често се движат по една и съща пътека, и двете могат да бъдат загубени заедно. Болестите на гръбначния мозък, които могат да причинят аналгезия без загуба на усещане за допир, са табес дорзалис, сирингомиелия и тумори на мозъка.
Приблизително един човек на 1 млн. души страда от вродена аналгезия, която се изразява в безчувственост към болка по цялото тяло. Хората с Вродена нечувствителност към болка с анхидроза (на английски: Congenital insensitivity to pain with anhidrosis (CIPA)) са 1:125 000 000.
Терминът се използва и за облекчаване на болката, предизвикано от действието на лекарства аналгетици като аспирин, кодеин и морфин. Да не се бърка с анастетици и състоянието анестезия.